# سلیم بیرقدار
سلیم بیرقدار (انگلیسی: Selim Bayraktar؛ زادهٔ ۱۷ ژوئن ۱۹۷۵) بازیگر اهل عراق است.
از فیلم‌ها یا برنامه‌های تلویزیونی که وی در آن نقش داشته‌است می‌توان به حریم سلطان، ظهور امپراطوری‌ها : عثمانی اشاره کرد.